# Gomphus pulchellus
The Western Clubtail (Gomphus pulchellus) là một loài chuồn chuồn ngô thuộc họ Gomphidae. Nó được tìm thấy ở châu Âu. Its natural habitat are clean ponds và canals, clay và mud holes.
The species is 47–50 mm long. The dragonfly gặp ở tháng 5 đến tháng 8 tùy theo địa điểm.

## Hình ảnh

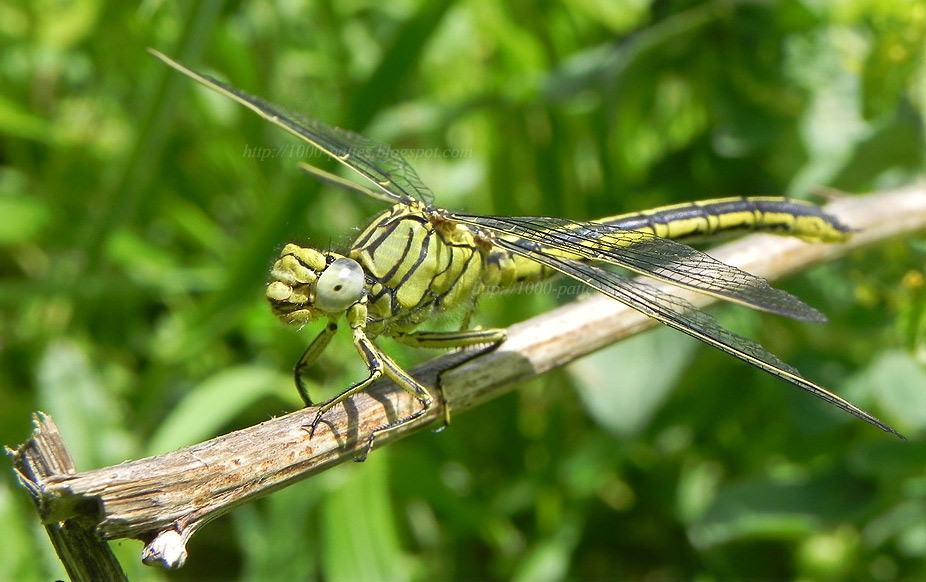
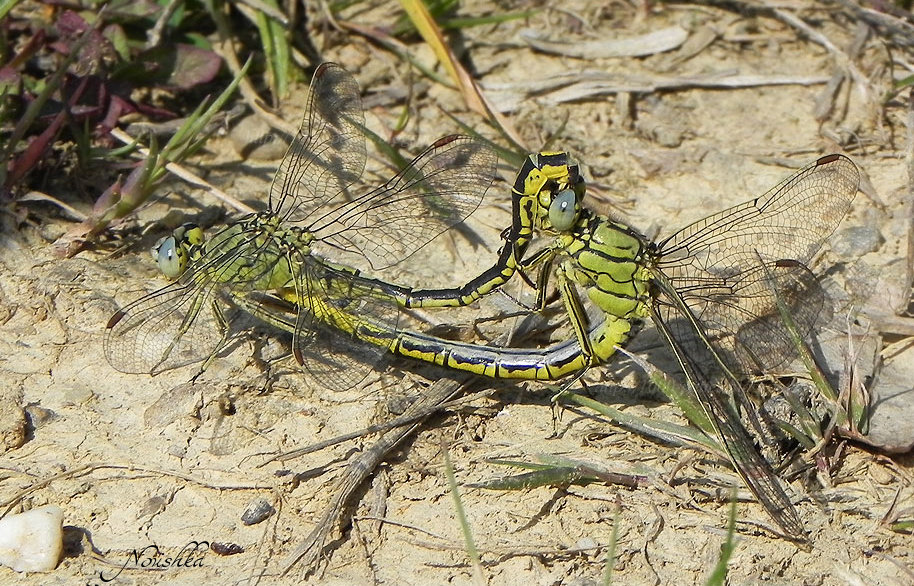
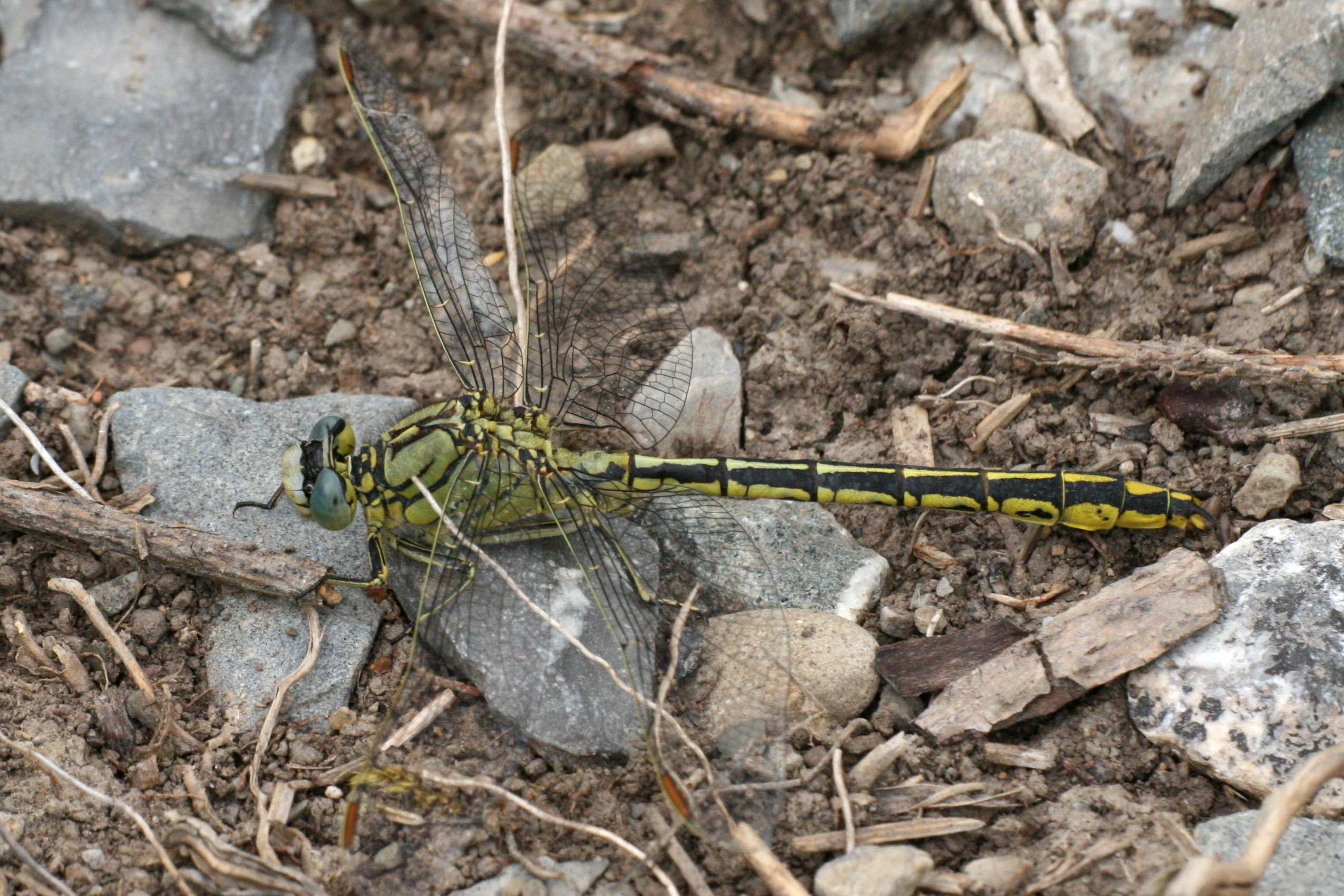
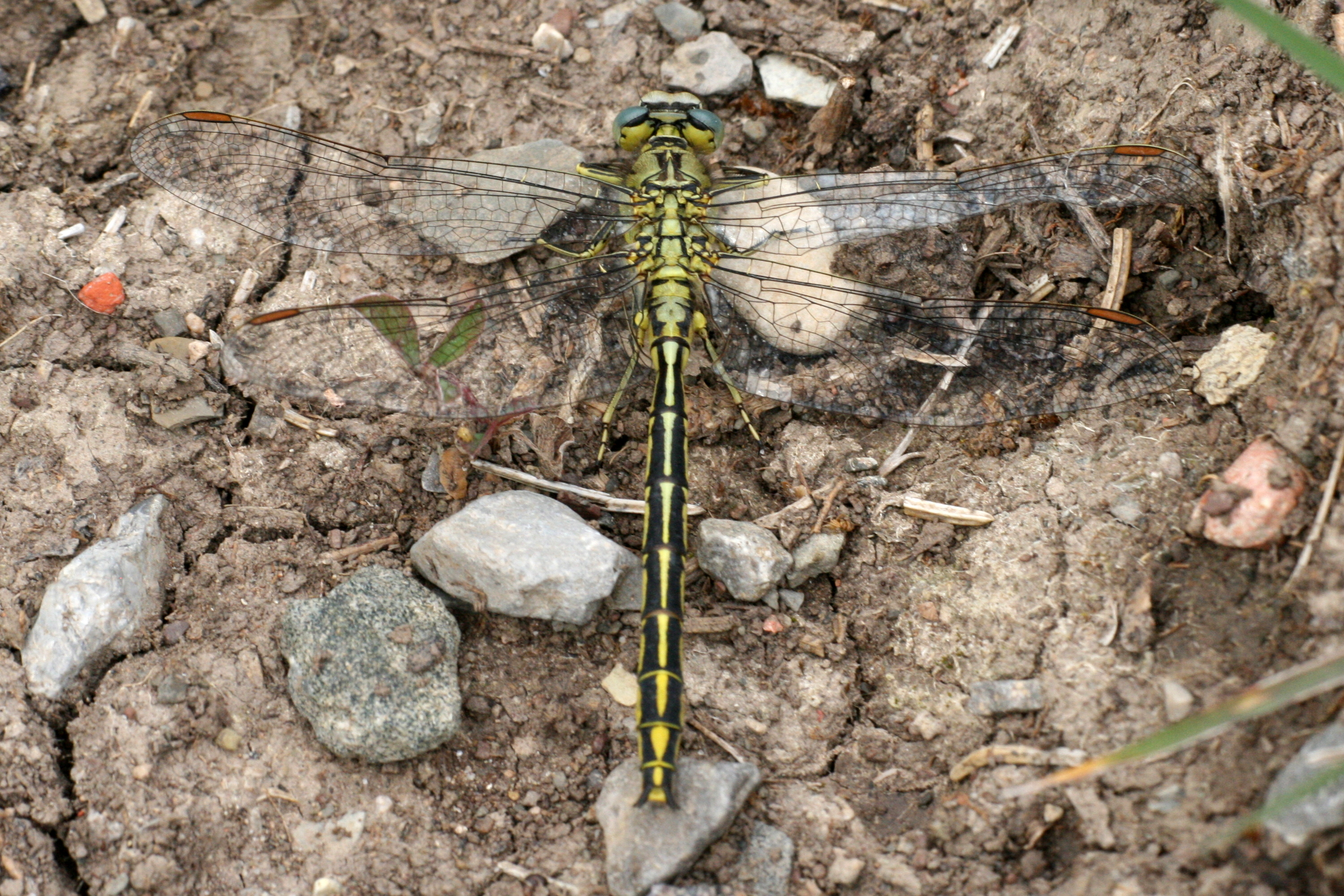